# خرم‌رود (خرم‌آباد)
گِه لال (به لری: گِه لال، به فارسی: خرم رود) رودخانه‌ای در مرکز شهر خرم‌آباد است که از به هم پیوستن دو رود دیگر به وجود آمده است. این رود از شمال تا جنوب شهر را طی کرده و از به هم پیوستن دو رود تشکیل شده است. یک رود از سمت شرق به شهر وارد شده و رود دیگر از سمت شمال به شهر وارد می‌شود و در نزدیکی پل صفوی در مرکز خرم‌آباد به هم می‌پیوندند و خرم‌رود را تشکیل می‌دهند.

## آلودگی
عمده‌ترین مشکل در خرم‌رود، ورود پسماندهای خانگی، صنعتی، نخاله‌های ساختمانی و فاضلاب شهری و صنعتی به این رودخانه است. از سال ۱۳۸۷، شهرداری خرم‌آباد در حال ساماندهی و لایروبی این رودخانه است اما همچنان وضعیت آن مطلوب نیست.